# Барсуковский сельский совет (Лановецкий район)
Барсуковский сельский совет (укр. Борсуківська сільська рада) — упразднённая административная единица в составе
Лановецкого района
Тернопольской области
Украины.
Административный центр сельского совета находился в 
с. Барсуки.

## Населённые пункты совета
- с. Барсуки
- с. Нападовка
- с. Синевцы